# Broken Glass (Crowbar)
Broken Glass è il quarto album in studio del gruppo musicale sludge metal Crowbar, pubblicato il 29 ottobre 1996.

## Tracce
1. Conquering – 2:48
2. Like Broken Glass – 3:43
3. (Can't) Turn Away from Dying – 5:00
4. Wrath of Time Be Judgement – 3:31
5. Nothing – 5:29
6. Burn Your World – 2:44
7. I Am Forever – 4:17
8. Above, Below and Inbetween – 3:01
9. You Know (I'll Live Again) – 3:08
10. Reborn Thru Me – 4:30

## Formazione
- Kirk Windstein - voce e chitarra
- Matt Thomas - chitarra
- Todd Strange - basso
- Jimmy Bower - batteria